# 中部飼料
中部飼料株式会社（ちゅうぶしりょう、英: CHUBU SHIRYO CO.,LTD. ）は愛知県名古屋市に本社を置く、日本の飼料メーカー。商標は「㊥」（○中）印。

## 概要
戦後に創業した独立系メーカーで、飼料業界では上位に位置する。養豚、養鶏、養牛、養魚用の各種飼料を製造販売している。2003年度配合飼料出荷量シェアは業界4位の9.3%。
飼料以外の事業としては、セサミンやビタミンEを強化した高栄養価鶏卵（ブランド名「ごまたまご」など）の生産販売、有機配合肥料の製造販売、畜産用機器の製造販売などを行っている。東海ラジオでラジオ時報CMのスポンサーに就いている（流れるCMは「ごまたまご」）。

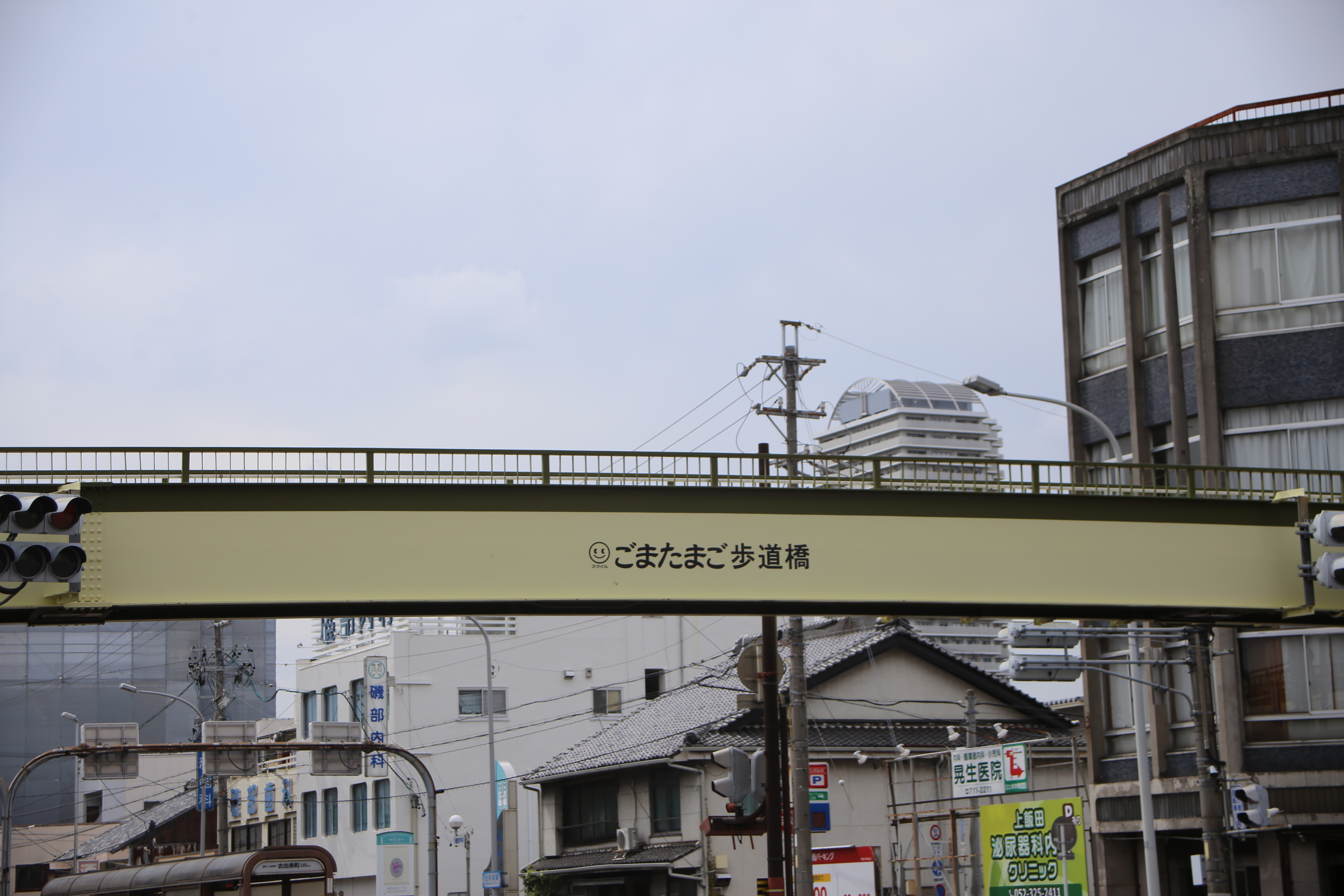
ごまたまご歩道橋

また、名古屋市とネーミングライツ契約を締結し、2011年5月より名古屋市東区の出来町通と名古屋環状線が交わる、古出来町交差点に架かる歩道橋の名称を「ごまたまご歩道橋」としている。

## 沿革
- 1949年（昭和24年）3月 - 飼料雑穀商の平野商会を母体に、愛知県半田市に中部飼料株式会社を設立。
- 1954年（昭和29年）5月 - 本社を名古屋市南区に移転。
- 1961年（昭和36年）
  - 6月 - 東京証券取引所店頭市場、名古屋証券取引所店頭市場（いずれも後のジャスダック）に株式を公開。
  - 10月 - 東京証券取引所市場第二部、名古屋証券取引所市場第二部に株式を上場。
- 1968年（昭和43年）2月 - 大黒商事株式会社を合併。
- 1969年（昭和44年）4月 - ペットフードの製造販売を開始。
- 1981年（昭和56年）10月 - 鶏卵の生産販売を開始。
- 1982年（昭和57年）11月 - ペットフード事業を連結子会社の株式会社スマックに移管。
- 1985年（昭和60年）5月 - 本社を知多市に移転。
- 2006年（平成18年）3月 - 東京証券取引所市場第一部、名古屋証券取引所市場第一部に指定替え。
- 2010年（平成22年）
  - 4月 - 株式会社美濃部（現・株式会社高島エコ）の株式を取得し子会社化。
  - 5月 - 北海三昭株式会社の株式を取得し子会社化。
  - 11月 - 株式会社大里畜産の株式を取得し持分法適用関連会社化。
- 2011年（平成23年）3月 - 有限会社豊洋水産の株式を取得し子会社化。
- 2012年（平成24年）
  - 1月 - 本社機能を名古屋市中村区名駅の日本生命笹島ビルに移転し本部とする。
  - 7月 - 岡山工場を水島工場に統合。
- 2013年（平成25年）
  - 4月 - 居酒屋グループ運営のチムニーとの合弁会社、中部チムニー株式会社を設立[6]。
  - 6月 - 濰坊三慧食品有限公司および三通国際商事との合弁会社、三通中部飼料（山東）有限公司を設立[7]。
- 2015年（平成27年）
  - 7月31日 - 伊藤忠商事及び伊藤忠飼料との資本業務提携契約を締結[8][9]。同日、日本ハムとも資本業務提携契約を締結[9][10]。
  - 8月21日 - 伊藤忠商事及び伊藤忠飼料、伊藤忠食糧の3社を引受先とした第三者割当増資を実施[9]。同日、日本ハム及び日本ホワイトファーム、インターファームの3社を引受先とした第三者割当増資を実施[10]。
  - 10月 - 伊藤忠飼料が設立したみらい飼料株式の51%を譲受[8]。
- 2018年（平成30年）3月 - 名古屋市中村区名駅の日本生命笹島ビルから現在地に本部を移転[11]。
- 2021年（令和3年）5月 - 伊藤忠商事及び伊藤忠飼料との資本提携を解消[12][13]。これに伴い、子会社であるみらい飼料が保有する4工場のうち石巻・門司、志布志の3工場を会社分割により分離し設立した新設会社の全株式を伊藤忠飼料に譲渡[13]。また、将来的に保有するみらい飼料の株式も同社に譲渡予定である[12]。
- 2024年（令和6年）1月1日 - 保有するみらい飼料の株式のうち2%を伊藤忠飼料に譲渡し、連結子会社から外れる予定（出資比率:伊藤忠飼料51%、中部飼料49%[13]）。残りの株式についても、2026年9月末以降に伊藤忠飼料に譲渡予定[13]。

## 現業所

### 現行
- 本社工場（愛知県知多市） - 1976年3月開設
- 武豊工場（愛知県知多郡武豊町） - 1993年5月開設
- 釧路工場（北海道釧路市）-2019年９月開設
- 北海道工場（北海道苫小牧市） - 1993年5月開設
- 八戸工場（青森県八戸市） - 1982年7月開設
- 鹿島工場（茨城県神栖市） - 1988年1月開設
- 水島工場（岡山県倉敷市） - 2005年1月開設
- 志布志工場（鹿児島県志布志市） - 1997年3月開設
- 大府研究所（愛知県大府市） - 1956年8月開設
- 加茂牧場（愛知県豊田市） - 1972年12月開設
- 大井川試験場（静岡県焼津市） - 1970年7月開設

### 過去
- 本社工場（初代）（愛知県半田市） - 1954年4月閉鎖
- 本社工場（2代）（愛知県名古屋市南区） - 1954年4月開設、1976年5月閉鎖
- 横浜工場（神奈川県横浜市鶴見区） - 1961年11月開設、1988年6月閉鎖
- 東海工場（愛知県東海市） - 1969年4月開設、1982年11月株式会社スマックに移管
- 常滑工場（愛知県常滑市） - 1978年9月開設、1993年5月閉鎖
- 岡山工場（岡山県倉敷市） - 1966年12月開設、2012年7月閉鎖

## 関連会社
連結子会社
- 株式会社マルチク（愛知県一宮市） - ブロイラーの処理・販売、1963年5月設立
- 株式会社スマック（愛知県東海市） - 家畜栄養剤・ペットフード製造販売、1964年4月設立→INBホールディングス株式会社に売却、2020年9月
- 中部エコテック株式会社（愛知県名古屋市南区） - 畜産用機器販売、1994年4月設立
- 株式会社ダイコク（愛知県名古屋市南区） - リース・保険代理店業務、1967年9月設立
- 株式会社高島エコ（滋賀県高島市） - 飼料原料の研究開発および製造
- 北海三昭株式会社（北海道河東郡音更町） - 配合飼料の販売
- 有限会社豊洋水産（大分県津久見市） - 水産用飼料の研究開発および水産物の生産・販売
- 吉林華中緑色生態農業開発有限公司（中国吉林省長春市） - 有機肥料の製造・販売、2007年3月設立
- 中部チムニー株式会社（神奈川県横浜市鶴見区） - チムニーとの合弁会社。農畜水産物の販売、2013年4月設立

持分法適用関連会社
- 株式会社大里畜産（三重県津市） - 畜産物の生産・販売、2010年9月設立